# Liechtensteiner-Cup 2006-2007
La Liechtensteiner-Cup 2006-2007 è stata la 62ª edizione della coppa nazionale del Liechtenstein disputata tra il 11 agosto 2006 (con gli incontri del primo turno preliminare) e il 1º maggio 2007 e conclusa con la vittoria finale del Vaduz, al suo trentaseiesimo titolo e decimo consecutivo.

## Formula
Alla competizione, che si svolse ad eliminazione diretta con partita unica, parteciparono le sette squadre del principato che potevano iscrivere anche più di un team.

## Primo turno preliminare
Gli incontri si giocarono l'11 e 12 agosto 2006.
| Squadra 1            | Risultato | Squadra 2      |
| -------------------- | --------- | -------------- |
| FC Schaan II         | 0 - 4     | FC Triesen     |
| FC Ruggell II        | 1 - 3     | FC Schaan III  |
| USV Eschen/Mauren II | 1 - 0     | FC Triesenberg |
| FC Triesenberg II    | 4 - 2     | FC Vaduz III   |

## Secondo turno preliminare
Gli incontri si giocarono il 12 e 13 settembre 2006.
| Squadra 1            | Risultato | Squadra 2     |
| -------------------- | --------- | ------------- |
| FC Triesenberg II    | 2 - 1     | FC Vaduz II   |
| FC Triesen           | 1 - 4     | FC Schaan     |
| USV Eschen/Mauren II | 7 - 6 rig | FC Balzers II |
| FC Triesen II        | 1 - 2     | FC Schaan II  |

## Quarti di finale
Gli incontri si giocarono tra il 17 ottobre e il 18 novembre 2006.
| Squadra 1         | Risultato | Squadra 2            |
| ----------------- | --------- | -------------------- |
| FC Triesenberg II | 0 - 1     | USV Eschen/Mauren II |
| FC Schaan II      | 2 - 3     | FC Ruggell           |
| FC Schaan         | 0 - 6     | Vaduz                |
| FC Balzers        | 2 - 3     | USV Eschen/Mauren    |

## Semifinale
Gli incontri si giocarono il 7 e 11 aprile 2007.
| Squadra 1            | Risultato | Squadra 2         |
| -------------------- | --------- | ----------------- |
| USV Eschen/Mauren II | 0 - 2     | FC Ruggell        |
| Vaduz                | 3 - 1     | USV Eschen/Mauren |

## Finale
La finale si giocò a Vaduz il 1º maggio 2007.
| Vaduz 1º maggio 2007 | Vaduz     | 8 – 0 | FC Ruggell | Rheinpark Stadion (950 spett.) |
| \| \| \| \| \| Benjamin Fischer 2’ Pape Fayé 43’ 52’ Oehri 53’ Langlet 63’ 90+2’ Polverino 67’ Bem 86’ \| Marcatori \| \| |           |       |            |                                |
| |           |       |            |                                |
| Benjamin Fischer 2’ Pape Fayé 43’ 52’ Oehri 53’ Langlet 63’ 90+2’ Polverino 67’ Bem 86’                                   | Marcatori |       |            |                                |